# Умник (телесериал, США)
«Умник» — американский телесериал.

## Сюжет
Винсент «Винни» Терранова, тайный агент по борьбе с организованной преступностью, работает в одном из подразделений ФБР под названием OCB (англ. Organized Crime Bureau). Для того, чтобы внедриться в ряды преступного сообщества, выведать планы главарей и собрать необходимые доказательства для заведения уголовного дела, Винни отправляется в тюрьму на 18 месяцев.

## В ролях

### Основной состав
- Кен Уол — Винсент «Винни» Терранова
- Джонатан Бэнкс — Фрэнк МакПайк
- Джим Бирнс — Дэниэл Бюрроуз
- Кен Дженкинс — Пол Бекстед
- Эльза Рэйвен — Карлотта Терранова

### Приглашённые актёры
- Аннетт Бенинг — Карен Лиланд
- Кевин Спейси — Мел Профитт
- Рэй Шарки
- Пол Уинфилд — Айзек Туайн (в шести эпизодах)
- Пол МакКрейн — Джон Медли (в четырёх эпизодах)

## Награды и номинации
Полный перечень наград и номинаций — на сайте IMDB.
| Год  | Премия         | Категория                                             | Имя                                                   | Результат |
| ---- | -------------- | ----------------------------------------------------- | ----------------------------------------------------- | --------- |
| 1988 | Эмми           | Лучший монтаж звука в телесериале                     | Гэри Уинтер, Уильям Джейкобс, Рэй Альба и другие      | Номинация |
| 1989 | Эмми           | Лучший драматический телесериал                       | Стивен Дж. Кэннел, Лес Шелдон, Стивен Крониш и другие | Номинация |
| 1989 | Эмми           | Лучший актёр драматического телесериала               | Кен Уол                                               | Номинация |
| 1989 | Эмми           | Лучший актёр второго плана драматического телесериала | Джонатан Бэнкс                                        | Номинация |
| 1989 | Эмми           | Лучший монтаж в телесериале                           | Ларри Стронг, Рон Спэнг                               | Номинация |
| 1989 | Эмми           | Лучший монтаж звука в телесериале                     | Джон Кауфман, Уильям Хупер, Билл Янг и другие         | Номинация |
| 1989 | Золотой глобус | Лучший драматический телесериал                       |                                                       | Номинация |
| 1989 | Золотой глобус | Лучший актёр драматического телесериала               | Кен Уол                                               | Номинация |
| 1990 | Эмми           | Лучший монтаж звука в телесериале                     | Джон Кауфман, Уильям Хупер, Билл Янг и другие         | Номинация |
| 1990 | Золотой глобус | Лучший драматический телесериал                       |                                                       | Номинация |
| 1990 | Золотой глобус | Лучший актёр драматического телесериала               | Кен Уол                                               | Победа    |